# 萨格龙米斯
萨格龙米斯（義大利語：Sagron Mis），是意大利特伦托自治省的一个市镇。总面积11.21平方公里，人口206人，人口密度18.4人/平方公里（2009年）。ISTAT代码为022164。